# Simone Moretto
Simone Moretto (Aosta, 6 luglio 1980) è un attore italiano.
Lavora attivamente per il cinema, la tv ed è il volto di diverse pubblicità nazionali. È noto per il ruolo di papà Enzo nella serie tv Piccolo Mostro (2023) andata in onda sulla Rai per 26 episodi e a teatro per il parrucchiere di Forbici Follia della compagnia Torino Spettacoli.

## Biografia
Simone inizia a formarsi alla Scuola di recitazione del TSP (Teatro Stabile Privato di Pubblico Interesse), frequentando in seguito laboratori a Parigi, dove partecipa per un anno a una scuola di cinema basata sul metodo Actor’s Studio di New York e a Milano dove lavora direttamente con John Strasberg, figlio del grande Lee Strasberg. Si perfeziona presso HT STUDIO di Roma con Patrizia De Santis, prima insegnante di tecnica Chubbuck certificata a Hollywood per l’Italia.
Negli ultimi anni ha preso parte a numerosi film e serie tv nazionali tra le quali Kapuf Piccolo Mostro, Un passo dal cielo, Doc3, Palazzo di Giustizia di Chiara Bellosi, presentato al Festival di Berlino nel 2020, You Die (proiettato in 400 sale in America) e Il cielo guarda sotto di Roberto Gasparro.
A teatro lavora stabilmente dal 2010 con la compagnia Torino Spettacoli, conosciuto soprattutto per il ruolo del parrucchiere matto in Forbici Follia (oltre 1500 repliche) e l’investigatore Poirot in Caffè Nero per Poirot.

## Filmografia

### Cinema
- I tredici, regia di Riccardo Mazzone (2012)
- Aspromonte, regia di Hedy Krissane (2013)
- Lazzaro Felice, regia di Alice Rohrwacher (2018)
- Il cielo guarda sotto, regia di Roberto Gasparro (2019)
- You die - Scarica l'app, poi muori (You Die: Get the App, Then Die), regia di Alessandro Antonaci e Daniele Lascar (2019)
- Palazzo di giustizia, regia di Chiara Bellosi (2020)
- Stessi battiti, regia di Roberto Gasparro (2022)
- Mi raccomando, regia di Ciro Villano (2023)
- A casa tutto bene, regia di Geraldine Ottier (2024)
- Fin qui tutto bene?, regia di Cosimo Bosco (2024)

### Cortometraggi
- Amore grande, regia di Max Chicco (2016)
- La festa più bellissima, regia di Hedy Krissane (2019)
- Il ragazzo che smise di respirare, regia di Daniele Lince (2019)
- Ricorda, agisci, regia di Daniele Secci (2019)

### Televisione
- Questo nostro amore 70, regia di Luca Ribuoli – serie TV (2014)
- M di Michele Santoro – docufiction (Rai 3, 2018)
- I Topi, regia di Antonio Albanese – (2018)
- Amore criminale, regia di Maurizio Iannelli – docufiction (Rai 3, 2019-2022)
- POV - I primi anni – serie TV (Rai Gulp e Rai Play, 2020)
- Blocco 181, regia di Ciro Visco, Giuseppe Capotondi, Matteo Bonifazio - Serie Sky (2022)
- Un passo dal cielo – serie TV, episodio 7x01 (2023)
- Kapuf - Piccolo mostro – serie TV (Raigulp e Raiplay, 2023)
- Doc - Nelle tue mani – serie TV, episodi 3x11 e 3x16 (2024)
- Sul più bello - La serie – serie TV (2024)

## Programmi televisi
- Il Palio delle regioni, in onda su Sky e Telenova (2008)
- Eccezionale Veramente, in onda su La7 (2018)

## Teatro
- Casa Gioiello, di Vera Matthews, regia di Claudio Insegno (2009)
- Arsenico e vecchi merletti, di Joseph Kesselring, regia di Adriana Innocenti e Piero Nuti (2013)
- Forbici follia, di Paul Pörtner, regia di Gianni Williams (2020)
- La Mandragola, di Niccolò Machiavelli, regia di Girolamo Angione (2014)
- La tela del ragno, di Agatha Christie, regia di Piero Nuti (2018)
- Il soldato fanfarone, di Plauto, regia di Girolamo Angione  (2018)
- Rudens Ridens, di Plauto, regia di Girolamo Angione (2018)
- Parlo italiano, di Germana Erba e Irene Mesturino, regia di Guido Ruffa (2018)
- Caffè nero per Poirot di Agatha Christie, regia di Girolamo Angione (2019)
- Due dozzine di rose scarlatte, di Aldo De Benedetti, regia di Girolamo Angione (2019)
- La commedia dei gemelli, di Plauto, regia di Girolamo Angione (2019)